# 州际商务委员会
州际商务委员会（英語：Interstate Commerce Commission，简称：ICC）是美国历史上第一个联邦监管机构，成立于1887年，旨在规范铁路行业，确保公平定价并消除歧视性费率。它的诞生源于1880年代美国公众对铁路公司滥用市场权力的强烈不满。随着时间推移，州际商务委员会的职权范围逐步扩大，涵盖了卡车运输、州际巴士、电话公司等多种公共承运业务，最终成为美国运输经济的重要监管者。
州际商务委员会的设立源于《1887年州际商务法》，该法案旨在遏制铁路公司的不当行为，例如对不同客户收取差别费率或垄断定价。最初，州际商务委员会的主要职责是监督铁路公司的定价策略，确保其公平合理，并禁止不合理的价格歧视。此外，它还负责调查铁路公司的运营状况，以确定合理的投资回报率，并以此为基础制定合理的运输费率。作为美国首个独立监管机构，州际商务委员会的成立标志着联邦政府开始积极干预市场经济，以平衡企业与公众利益。委员会由五名成员组成，由总统提名并经参议院批准，其独立性使其被称为“第四权力分支”，独立于立法、行政和司法体系之外。
20世纪初，州际商务委员会的监管范围逐渐扩大。1906年后，国会陆续赋予其监管其他运输行业的权力，包括卡车运输、水路货运和电话服务。到1940年，州际商务委员会的管辖权已覆盖除航空业外的所有公共承运业务。此外，最高法院对宪法中“商业条款”的宽泛解释进一步强化了委员会的定价权和调查权。除了经济监管，州际商务委员会还承担了整合铁路系统、调解劳资纠纷等任务。在1950至1960年代，该委员会还负责执行最高法院的裁决，推动州际客运设施废除种族隔离，成为民权运动中的一个重要角色。
20世纪下半叶，随着美国运输政策的变化，州际商务委员会的职权逐渐被削弱或转移。1966年，其安全管理职能移交至新成立的美国运输部，而费率制定和行业监管职能仍由州际商务委员会保留。然而，随着1980年代放松管制运动的兴起，1980年的《斯塔格斯铁路法》和《汽车运输法》大幅削减了州际商务委员会对铁路和卡车运输行业的定价及路线控制权。1994年，美国国会废除了州际商务委员会对州际卡车运输的大部分监管权，最终于1995年底正式撤销该机构。其剩余职能，如铁路合并审批和部分费率争议仲裁，移交至新成立的地面运输委员会，标志着这一百年监管机构的终结。